# Liste des résolutions du Conseil de sécurité des Nations unies adoptées en 2000
Les résolutions du Conseil de sécurité des Nations unies sont les décisions qui sont votées par le Conseil de sécurité des Nations unies.
Une telle résolution est acceptée si au moins neuf des quinze membres (depuis le 17 décembre 1963, 11 membres avant cette date) votent en sa faveur et si aucun des membres permanents qui sont la Chine, les États-Unis, la France, le Royaume-Uni et la Russie (l'Union soviétique avant 1991) n'émet de vote contre (qui est désigné couramment sous le terme de « veto  »).

## Résolutions 1285 à 1290
- Résolution 1285 : situation en Croatie.
- Résolution 1286 : situation au Burundi.
- Résolution 1287 : situation en Géorgie.
- Résolution 1288 : situation au Moyen-Orient.
- Résolution 1289 : situation en Sierra Leone.

## Résolutions 1290 à 1299
- Résolution 1290 : admission d'un nouveau membre : Tuvalu.
- Résolution 1291 :  la situation en République démocratique du Congo et la phase II de la Monuc (adoptée le 24 février 2000 lors de la 4 104e séance).
- Résolution 1292 : situation concernant le Sahara occidental.
- Résolution 1293 : situation entre l'Irak et le Koweït.
- Résolution 1294 : situation en Angola.
- Résolution 1295 : situation en Angola.
- Résolution 1296 : protection des civils en période de conflit armé.
- Résolution 1297 : situation entre l'Érythrée et l'Éthiopie.
- Résolution 1298 : situation entre l'Érythrée et l'Éthiopie.
- Résolution 1299 : situation en Sierra Leone.

## Résolutions 1300 à 1309
- Résolution 1300 : situation au Moyen-Orient.
- Résolution 1301 : situation concernant le Sahara occidental.
- Résolution 1302 : situation entre l'Irak et le Koweït.
- Résolution 1303 : situation à Chypre.
- Résolution 1304 : situation concernant la République démocratique du Congo.
- Résolution 1305 : situation en Bosnie-Herzégovine.
- Résolution 1306 : situation en Sierra Leone.
- Résolution 1307 : situation en Croatie.
- Résolution 1308 : responsabilité du maintien de la paix et de la sécurité internationale incombant au Conseil de sécurité : le VIH/SIDA et les opérations internationales de maintien de la paix.
- Résolution 1309 : situation concernant le Sahara occidental.

## Résolutions 1310 à 1319
- Résolution 1310 : situation au Moyen-Orient.
- Résolution 1311 : situation en Géorgie.
- Résolution 1312 : situation entre l'Érythrée et l'Éthiopie.
- Résolution 1313 : situation en Sierra Leone.
- Résolution 1314 : les enfants et les conflits armés
- Résolution 1315 : qui établit le Tribunal spécial pour la Sierra Leone.
- Résolution 1316 : situation concernant la République démocratique du Congo.
- Résolution 1317 : situation en Sierra Leone.
- Résolution 1318 : nécessité d'assurer au Conseil de sécurité un rôle effectif dans le maintien de la paix et de la sécurité internationales, en particulier en Afrique.
- Résolution 1319 : situation au Timor oriental.

## Résolutions 1320 à 1329
- Résolution 1320 : situation entre l'Érythrée et l'Éthiopie.
- Résolution 1321 : situation en Sierra Leone.
- Résolution 1322 : résolution qui fait suite au début de la Seconde Intifada, qui elle-même succède à une visite d'Ariel Sharon sur l'Esplanade des Mosquées.
- Résolution 1323 : situation concernant la République démocratique du Congo.
- Résolution 1324 : situation concernant le Sahara occidental.
- Résolution 1325 : les femmes, la paix et la sécurité. Première résolution concernant le rôle des femmes dans les conflits et les situations de transition et d'élaboration de la paix.
- Résolution 1326 : admission d'un nouveau membre : la République fédérale de Yougoslavie.
- Résolution 1327 : rapport du Groupe d'étude sur les opérations de paix des Nations unies.
- Résolution 1328 : situation au Moyen-Orient.
- Résolution 1329 : tribunal pénal international pour l'ex-Yougoslavie et Tribunal pénal international pour le Rwanda.

## Résolutions 1330 à 1334
- Résolution 1330 : situation entre l'Irak et le Koweït
- Résolution 1331 : situation à Chypre.
- Résolution 1332 : situation concernant la République démocratique du Congo.
- Résolution 1333 : situation en Afghanistan.
- Résolution 1334 : situation en Sierra Leone.